# Alejandra Retamoza
Alejandra Retamoza Reynaga (Cosalá, 2 de mayo de 1910-12 de julio de 1998 ) fue una política mexicana, primera presidenta municipal y primera diputada del estado de Sinaloa.

## Trayectoria
Durante su encargo organizó comités de obras para edificar escuelas, caminos y carretera, así como el parque infantil del Instituto de Protección a la Infancia de Sinaloa, además de desarrollar el sector salud del municipio. 
Fue secretaria auxiliar del General Ángel Flores en el año de 1925. Formó parte del Comité pro Derecho de la Mujer del entonces Partido Nacional Revolucionario. 
Participó en la campaña política del candidato a gobernador Alfredo Delgado, quien formó la Casa de la Trabajadora, después conocida como Centro de Capacitación Femenil Judith Gaxiola de Valdés. El Presidente del Comité Regional del entonces Partido de la Revolución Mexicana, Raúl Simancas la nombra Secretaria de Acción Popular del Comité Estatal, primera vez que una mujer ocupaba ese cargo.
Ocupó la Dirección de Acción Social de 1941 a 1944.
En 1951, a la edad de 41 años, ingresa a la UNAM a estudiar Trabajo Social, graduándose en 1954, año en el que entró a trabajar a la oficina de Bienestar Social Rural de la Secretaría de Salubridad y Asistencia.
Fue diputada local de 1956 a 1959 en la XLII legislatura del estado de Sinaloa, siendo la primera mujer en ocupar una curul en Sinaloa, y en dos ocasiones fue diputada federal suplente. 
En 1960 lidereó del sector femenil del Partido Revolucionario Institucional, cargo que ocupó con los siguientes tres presidentes del Comité Directivo Estatal: Luís Zúñiga Sánchez, Roberto Tirado Casteló y Manuel Ferreiro y Ferreiro,
Trabajó en la Dirección de Acción Social durante el periodo del Gobernador Alfredo Valdés Montoya. 
Fue la primera presidenta municipal en el año de 1966 del municipio de Cosalá Sinaloa.
Falleció el día 12 de julio de 1998 de un paro respiratorio. Sus restos descansan en el Panteón Civil.

## Premios y reconocimientos
- 1954 recibe la beca de la Organización de Estados Americanos en Puerto Rico y Cuba para tomar un curso en el Instituto Americano de Ciencias Agrícolas.
- 1979 recibe la medalla al mérito Social Agustina Ramírez.
- A partir del 2015 el Partido Revolucionario Institucional entrega una medalla con su nombre a mujeres por su trayectoria política y a favor de la equidad.
- En 2022 el gobernador del estado de Sinaloa entregó un reconocimiento póstumo a 12 mujeres que fueron pioneras en el servicio público y la política, entre ellas Alejandra Retamoza.
- Una escuela en el municipio de Cosalá, Sinaloa lleva su nombre.[5][6][7][8]